# Élisabeth Chabuel
Élisabeth Chabuel, née le 3 décembre 1958 à Die dans la Drôme, est poète, auteure de théâtre et traductrice littéraire. Elle vit à Grenoble (France)

## Parcours

### Poésie
Elle écrit fréquemment sous la forme de performance ou en partenariat avec des artistes : vidéastes, musiciens, metteurs en scène, photographes ou plasticiens, notamment : Jérémie Lamouroux, Martin Debisschop, Natacha Dubois, Tristan Dubois, Agnès Jeannot, Emmanuel Mergault, Anne-Laure H-Blanc ou Nicolas Gaillardon.
- Quai de France
- De mémoire
- Terre
- Ombres dans la ville
- Paradis Paradis

Elle fait des lectures publiques de ses textes dans des médiathèques, galeries d'art, librairies, ou autres lieux dédiés à la poésie et anime des ateliers d'écriture.
En juillet 2004, elle réalise à Die une performance d'écriture , (mentionnée dans l'ouvrage Vercors Résistance en résonances  ), en écho aux événements de juillet 1944 à Vassieux-en-Vercors. Elle s'inspire de bribes de souvenirs racontées par sa mère qui vécut ces événements alors que celle-ci était enfant.
Le texte issu de la performance est publié en 2008 avec l'aide de la Région Rhône-Alpes sous le titre de 7 44.
Il est également mis en scène par Natacha Dubois   et mis en musique par Clément Combes, et joué dans des festivals de théâtre (Texte en l'air, etc), ou dans différents lieux de mémoires (Mémorial de la Résistance en Vercors, Grotte de la Luire, Musée de la Résistance et de la Déportation de l'Isère, Musée départemental de la Résistance de Vassieux-en-Vercors, etc.)
10 ans après l'écriture de 7 44, sur le même sujet, elle publie Veilleur aux Éditions Imprévues , texte qu'on retrouve en 2018 dans la collection Passeport des Éditions Créaphis.

### Dramaturgie
Elle commence à travailler pour la scène en 1997, avec la traduction du livret d'opéra Doruntine fille-sœur de Besnik Mustafaj, créé au Dôme Théâtre d'Albertville par Théâtre Narration.
Par la suite associée à La Compagnie des Mangeurs d'Étoiles de Grenoble, elle écrit : Notes de Petersbourg (créé au Théâtre du Gymnase à Marseille en 2001), Antigone(s) (créé au Théâtre de Poche à Grenoble en 2004) Aux pieds de nos murs (créé à l'Espace 600 à Grenoble en 2007) et La Foire aux voyageurs (créé à l'Heure bleue à Saint-Martin-d'Hères en 2012).
Pour Infini Dehors Théâtre, elle écrit Marchand de souvenir  (créé au Théâtre 145 à Grenoble en 2014 et adapté pour le théâtre de rue à La Gare à Coulisses à Eurre en 2015.)

## Publications

### Poésie
- 7 44, poésie, K éditions, Rochechinard, 2008  (ISBN 9782951794085) (épuisé)
- Intime violence, poésie, avec des gravures de Élisabeth Bard La Petite Fabrique, Varces, 2009  (ISBN 9782916234113)
- Louve[11], poésie, avec des gravures de Cécile Beaupère La Petite Fabrique, Varces, 2012  (ISBN 9782916234199)
- Veilleur, poésie, Éditions Imprévues, Die, 2014  (ISBN 979-10-93722-01-6) Éditions Imprévues (épuisé)
- La Légende de la Belle Justine, poésie, Éditions Imprévues, Die, 2017  (ISBN 979-10-93722-13-9) [12]
- Le Veilleur , poésie, Éditions Créaphis, Grâne, 2018  (ISBN 978-2-35428-131-1)
- Une ville s'enfuir !, poésie, Éditions Imprévues, collection Accordéons, Die, 2015
- Paris n'est plus Paris, livre d'artiste avec des aquarelles de Emmanuel Mergault, 2016
- Les cinq saisons, livre d'artiste avec Anne-Laure H Blanc, La petite Fabrique, Varces, 2021
- Paris est une fête, répète-t-elle, livre d'artiste avec Emmanuelle Boblet, Livre 54 Bandes d'artistes, Les Lieux Dits éditions, Strasbourg, 2021
- Passage de faune, poésie, Éditions Imprévues, collection «Accordéons», Die, 2019
- Les Passagers, poésie, avec des aquarelles de Emmanuel Mergault Voix d'encre, Montélimar, 2019  (ISBN 978-2-35128-166-6)
- Le moment, poésie, in : Anthologie poétique Terre de femmes (62), 2010 [13]
- Ombres portées, avec la photographe et éditrice Géraldine Dubois, Zinzinule édition, 2024

### Traduction
- Petite saga carcérale (Roman) de Besnik Mustafaj, Arles, Actes Sud,1994  (ISBN 9782742702367)[14]
- Terre sans continent (Poésie) de Preç Zogaj, Paris, L'Esprit des Péninsules, 1995  (ISBN 2-910435-05-9)
- Le tambour de papier (Roman) de Besnik Mustafaj, Arles, Actes Sud, 1996  (ISBN 9782742708789)
- Doruntine fille-sœur (Livret d'opéra) de Besnik Mustafaj, Arles, Actes Sud, 1997  (ISBN 2-7427-1344-1)
- Leka, un enfant partisan de Tirana au camp de Pristina(Roman) de Mehmet Myftiu, Montricher, Noir sur Blanc, 1999  (ISBN 2-88250-079-3)
- Le vide (Roman) de Besnik Mustafaj, Paris Albin Michel, coll. «Les grandes traductions», 1999  (ISBN 9782226107954)
- Il est temps  (Poésie) de Din Mehmeti, Paris Buchet Chastel, 2006  (ISBN 2-283-02205-3)
- Le piège (Récit) de Bashkim Shehu, Die Éditions Imprévues, 2015  (ISBN 979-10-93722-08-5)
- Suite Albanaise (Anthologie), Les Écrits N° 159, Été / Automne 2020  (ISBN 9782924558362)
- La formule de la vie (Récit) de Zija Çela, Les Écrits N° 165, Été 2022  (ISBN 9782924558515)